# 8 Pułk Ułanów (powstanie listopadowe)

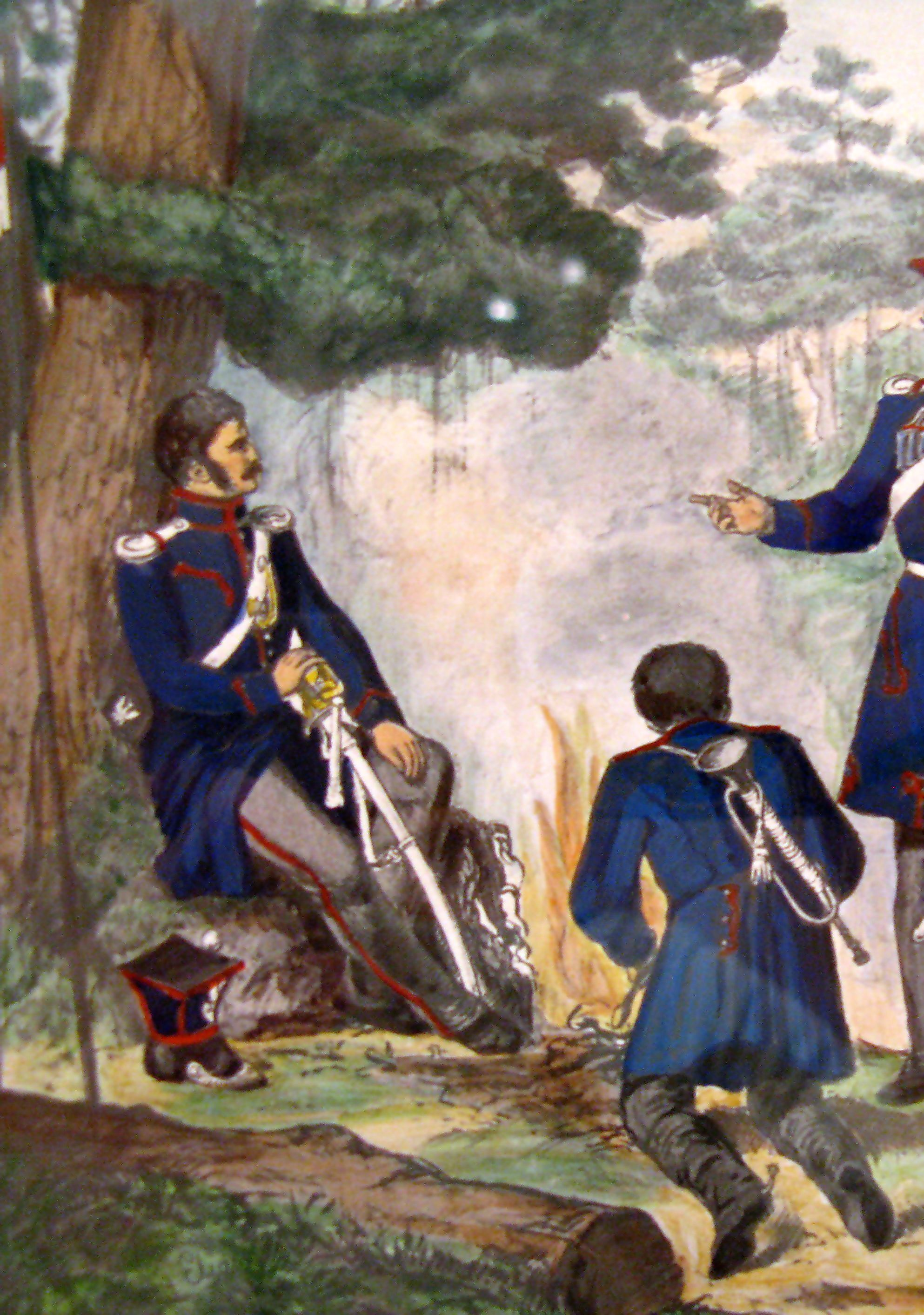
Jeździec i trębacz Jazdy Płockiej

8 Pułk Ułanów – pułk jazdy polskiej okresu zaborów.
Sformowany z jazdy 50-dymowej. Od grudnia 1830 do 13 czerwca 1831 pod nazwą 1 pułku Jazdy Płockiej.

## Ułani
Dowódcy pułku
- płk Wincenty Kisielnicki,
- mjr J. Pisarzowski (od 11 kwietnia 1831)
- ppłk Jan Piwnicki (od 13 czerwca 1831; od 30 sierpnia płk).

Oficerowie
- Artur Zawisza

## Walki pułku
Pułk brał udział w walkach w czasie powstania listopadowego.
Bitwy i potyczki:
- Łaś (16 kwietnia 1831),
- Rożan (17 kwietnia i 15 maja 1831),
- Szelków (18 kwietnia 1831),
- Rajgród (29 maja 1831),
- Nasielsk (3 i 26 czerwca 1831),
- Wilno (17 czerwca 1831)
- Malaty (16 lipca 1831).

Pułk otrzymał 10 krzyży złotych i 4 srebrne.